# Claudio Spinelli
Claudio Paul Spinelli (General Pacheco, 21 gennaio 1997) è un calciatore argentino, attaccante dell'Independiente del Valle.

## Caratteristiche tecniche
È un centravanti.
È soprannominato Pintita o Beckham argentino.

## Carriera
È cresciuto nelle giovanili del Tigre, con cui ha esordito il 25 marzo 2017 in occasione del match perso 1-0 contro il Rosario Central.
La stagione successiva si trasferisce in prestito al San Martín. Esordisce il 27 agosto 2017 nella vittoria casalinga (2-0) contro il Patronato e il 12 febbraio 2018 segna la sua prima rete da professionista in occasione della sconfitta esterna (2-1) contro l'Atlético Tucumán. Chiude la stagione con 13 presenze e 7 gol.
Nel luglio 2018 il Genoa lo ha acquistato dal Tigre per circa tre milioni di euro, per poi girarlo al Crotone. Dopo avere trovato poco spazio coi calabresi in gennaio viene ceduto in prestito all'Argentinos Juniors.
Dopo un anno in prestito al Gimnasia, il 2 ottobre 2020 viene ceduto in prestito in Europa agli sloveni del Koper.
Il 19 luglio 2021 viene acquistato in prestito con diritto di riscatto dagli ucraini dell'Oleksandrija.
Il 17 marzo 2022 viene ceduto a titolo definitivo al Lanús.

## Statistiche

### Presenze e reti nei club
Statistiche aggiornate al 7 agosto 2021.
| Stagione        | Squadra            | Campionato      | Campionato | Campionato | Coppe nazionali | Coppe nazionali | Coppe nazionali | Coppe continentali | Coppe continentali | Coppe continentali | Altre coppe | Altre coppe | Altre coppe | Totale | Totale |
| Stagione        | Squadra            | Comp            | Pres       | Reti       | Comp            | Pres            | Reti            | Comp               | Pres               | Reti               | Comp        | Pres        | Reti        | Pres   | Reti   |
| --------------- | ------------------ | --------------- | ---------- | ---------- | --------------- | --------------- | --------------- | ------------------ | ------------------ | ------------------ | ----------- | ----------- | ----------- | ------ | ------ |
| 2016-2017       | Tigre              | PD              | 2          | 0          | -               | -               | -               | -                  | -                  | -                  | -           | -           | -           | 2      | 0      |
| 2017-2018       | San Martín (SJ)    | PD              | 13         | 7          | -               | -               | -               | -                  | -                  | -                  | -           | -           | -           | 13     | 7      |
| 2018-gen. 2019  | Crotone            | B               | 6          | 1          | -               | -               | -               | -                  | -                  | -                  | -           | -           | -           | 6      | 1      |
| gen.-giu. 2019  | Argentinos Juniors | PD              | 7          | 0          | CA+CS           | 1+8             | 1+1             | CL                 | 1                  | 0                  | -           | -           | -           | 17     | 2      |
| 2019-2020       | Gimnasia (LP)      | PD              | 9          | 0          | -               | -               | -               | -                  | -                  | -                  | -           | -           | -           | 9      | 0      |
| 2020-2021       | Koper              | 1. SNL          | 27         | 3          | CS              | 2               | 0               | -                  | -                  | -                  | -           | -           | -           | 29     | 3      |
| 2021-2022       | Oleksandrija       | PL              | 3          | 0          | -               | -               | -               | -                  | -                  | -                  | -           | -           | -           | 3      | 0      |
| Totale carriera | Totale carriera    | Totale carriera | 67         | 11         |                 | 11              | 2               |                    | 1                  | 0                  |             | -           | -           | 79     | 13     |

## Palmarès

### Club

#### Competizioni nazionali
- Copa Uruguay: 1

Defensor Sporting: 2024